# Edgeworth (Gloucestershire)
Pour les articles homonymes, voir Edgeworth.
Edgeworth est une paroisse civile et un village du Gloucestershire, en Angleterre.